# Saint-Jeanvrin
Saint-Jeanvrin is een gemeente in het Franse departement Cher (regio Centre-Val de Loire) en telt 150 inwoners (1999). De plaats maakt deel uit van het arrondissement Saint-Amand-Montrond.

## Geografie
De oppervlakte van Saint-Jeanvrin bedraagt 17,1 km², de bevolkingsdichtheid is 8,8 inwoners per km².
De onderstaande kaart toont de ligging van Saint-Jeanvrin met de belangrijkste infrastructuur en aangrenzende gemeenten.

## Demografie
Onderstaande figuur toont het verloop van het inwonertal (bron: INSEE-tellingen).